# Shit on You
«Shit on You» es el sencillo debut del grupo de hip hop D12, lanzado en el año 2000. Tuvo cierto éxito al alcanzar el top 10 en el UK Singles Chart. No se incluyó en la edición original de su álbum debut Devil's Night, sino que se incluyó en un disco extra en algunas ediciones limitadas (como las de Europa y Australia), y también en el álbum recopilatorio de Eminem Curtain Call: The Hits.vohcogciccgu poop 
La canción contiene referencias de John Candy, Royce Da 5'9", JonBenét Ramsey (donde uno de los versos dice "Obtuve a JonBenét Ramsey en mi Camry año 98", Richard Pryor, y Steve Stout, mientras que la línea de Eminem decía en referencia a su banda como "five more zany-actin' maniacs in action" (cinco bufones más actuando como maniacos en acción) remontandoze en su primer álbum underground Infinite. 
El rapero de Detroit, Royce Da 5'9", que a la vez estaba enemistado con D12, hizo una canción llamada "Shit on U" (mierda en ustedes) "devolviendo" los insultos recibidos, imitando el nombre de Shit on You (que literalmente significa excremento en ti) , utilizando su base. Proof fue el único miembro del grupo de que no participó en el tema. También utilizan el ritmo en una versión en solitario llamado "Shootatcha" en 2002, disponible en su página web.
La canción fue también un B-Side en su siguiente sencillo Purple Pills en algunos países.

## Video musical
El video fue filmado en Detroit, tocando en varios lugares alrededor de su ciudad natal, como el Fox Theatre, Brewster-Douglass Housing Projects, el memorial de Joe Louis, Michigan Central Station, el Comerica Park, y Runyon Avenue. Incluye algunas secuencias de corte (incluidas en las que aparece Bizarre en una destartalada casa, Eminem como un anciano enojado y una escena en donde Eminem se encuentra en su antigua casa, y una escena cortada cuando Proof se encuentra con varios pollitos). Aunque Proof no aparece en la canción, se le proporciona una introducción hablando en el video, y es considerado junto a sus compañeros en el tema.

## Posición en las listas
| Lista (2004-2005)                | Mejor posición |
| -------------------------------- | -------------- |
| Austrian Singles Chart           | 45             |
| Belgian Singles Chart (Flanders) | 17             |
| Canadian Singles Chart           | 4              |
| Irish Singles Chart              | 12             |
| Netherlands Singles Chart        | 8              |
| New Zealand Singles Chart        | 32             |
| Swedish Singles Chart            | 25             |
| Swiss Singles Chart              | 21             |
| UK Singles Chart                 | 10             |
| U.S. Billboard Hot Rap Tracks    | 2              |

- Datos: Q3300148